# Herbert Kubicek

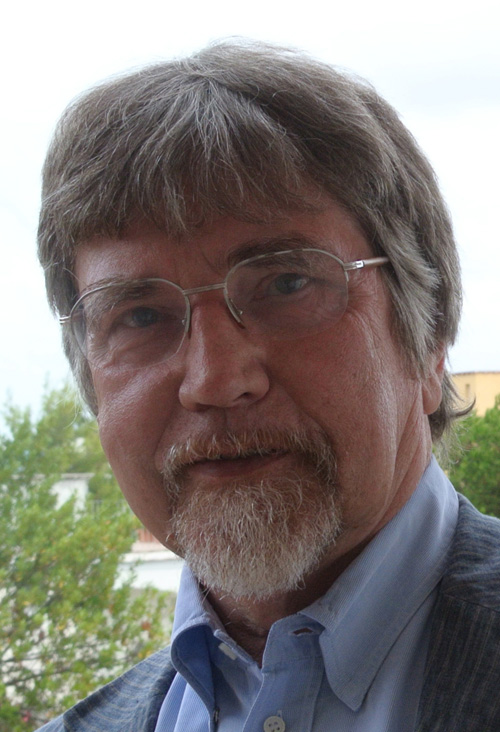
Herbert Kubicek 2013

Herbert Kubicek (* 14. August 1946 in Köln) ist ein ehemaliger Hochschullehrer für Angewandte Informatik mit dem Schwerpunkt Informationsmanagement an der Universität Bremen. Seit seiner Pensionierung 2011 arbeitet er als Senior Researcher an dem von ihm mitgegründeten Institut für Informationsmanagement Bremen (ifib). Von 2002 bis 2021 war er Vorstand der von ihm mitgegründeten Stiftung Digitale Chancen.

## Biografie
Kubicek studierte von 1966 bis 1971 Betriebswirtschaftslehre an der Universität Köln und promovierte dort 1974. Nach einer Assistententätigkeit am Seminar für Allgemeine BWL und Organisationslehre (1971 bis 1978) war er von 1978 bis 1987 Professor für Betriebswirtschaftslehre an der Universität Trier.
Er ging 1987 an die Universität Bremen. 2002 gründete er dort zusammen mit Jutta Croll die Stiftung Digitale Chancen. Zusammen mit Andreas Breiter und Martin Wind initiierte er 2002 die Gründung des Instituts für Informationsmanagement Bremen (ifib) durch den Verein zur Förderung der wissenschaftlichen Forschung in Bremen, in dem alle Forschungs- und Beratungsprojekte durchgeführt wurden und dessen Geschäftsführer er bis zum 30. September 2011 war. Er ist seit 2011 als Hochschullehrer pensioniert und arbeitet weiter als Senior Researcher am Institut für Informationsmanagement Bremen (ifib) der Universität Bremen.
- Kubicek war von 1996 bis 1998 Mitglied in der Enquete-Kommission Zukunft der Medien in Wirtschaft und Gesellschaft des Deutschen Bundestages.
- Er hatte von 1999 bis 2002 die Leitung der Arbeitsgruppe Bürger und Verwaltung im Forum Informations-Gesellschaft der Bundesregierung
- und von 1999 bis 2003 die der Arbeitsgruppe Public Administration in der COST Aktion Government and Democracy in the Information Age (COST A 14)
- 2011/2012 war er Mitglied des Expertendialogs der Bundeskanzlerin Dialog über Deutschlands Zukunft in der Arbeitsgruppe Chancen und Grenzen der Bürgerbeteiligung.
- Er war bis November 2014 Mitglied des Wissenschaftlichen Arbeitskreises der Bundesnetzagentur und
- bis Herbst 2017 Mitglied des Kuratoriums der Stiftung Warentest.
- Bis Ende 2021 war er Vorstand des Landesverbands Bremen des Deutschen Bibliotheksverbandes.

Sein Hobby ist seine Sammlung von über 17.000 Langspielplatten mit Rock-’n’-Roll, Pop-, Beat- und Soul-Musik aus den 50er und 60er Jahren, die er anderen Sammlern über das Internet zugänglich macht und Doubletten zum Tausch oder Kauf anbietet. Für den Informatikprofessor war und ist dies auch ein Feldexperiment zum E-Commerce, um zu sehen, was dabei passieren kann und auch nicht passiert.
Seine Forschungsschwerpunkte sind die  Nutzung und Nützlichkeit informationstechnischer Systeme, insbesondere von Anwendungen des Internet und die  Bürgerbeteiligung. Ein durchgängiges Thema seit der Gründung der Stiftung Digitale Chancen ist die sogenannte Alterslücke, die Unterrepräsentation älterer menschen unter den Nutzern des Internet und die Erprobung geeigneter Ansätze zu Digitaler Teilhabe. Schlussfolgerungen und Empfehlungen aus seiner Arbeit veröffentlicht er seit Anfang. 2022 in einem eigenen Blog „Digitale Teilhabe 65+“

## Auszeichnungen
- Die Deutsche UNESCO-Kommission hat das von Kubicek geleitete Forschungsprojekt e2democracy (Senkung des CO2 Ausstosses von privaten Haushalten durch Monitoring  des Verbrauchsverhaltens) als Projekt der UN-Dekade Bildung für nachhaltige Entwicklung ausgezeichnet.
- Wolfgang-Heilmann-Preis für humane IT-Nutzung von 2012 der Integrata Stiftung für seine Mitwirkung am Informationsfreiheitsgesetz des Landes Bremen und die Umsetzung in Form des zentralen Informationsregisters sowie für seine Beiträge zur Demokratie.

## Schriften (nur Monographien)
- Informationstechnologie und organisatorische Regelungen. Konzeptionelle Grundlagen einer empirischen Theorie der organisatorischen Gestaltung des Benutzerbereichs in computergestützten Informationssystemen (= Betriebswirtschaftliche Forschungsergebnisse. Band 67). Duncker & Humblot, Berlin 1975, ISBN 3-428-03320-5.
- Empirische Organisationsforschung. Konzeption und Methodik (= Sammlung Poeschel. Band 78). Poeschel, Stuttgart 1975, ISBN 3-7910-9087-9.
- mit Alfred Kieser: Organisation. de Gruyter, Berlin u. a. 1977, ISBN 3-11-006565-7.
- mit Alfred Kieser: Organisationstheorien (= Urban-Taschenbücher. Band 514). 2 Bände (Bd. 1: Wissenschaftstheoretische Anforderungen und kritische Analyse klassischer Ansätze. Bd. 2: Kritische Analysen neuerer sozialwissenschaftlicher Ansätze.). Kohlhammer, Stuttgart u. a. 1978, ISBN 3-17-002948-7 (Bd. 1), ISBN 3-17-004678-0 (Bd. 2).
- Interessenberücksichtigung beim Technikeinsatz im Büro- und Verwaltungsbereich durch partizipative Systemgestaltung. Grundgedanken und neuere skandinavische Entwicklungen (= Berichte der Gesellschaft für Mathematik und Datenverarbeitung. Band 125). Oldenbourg, München u. a. 1979, ISBN 3-486-23931-7.
- Kabel im Haus – Satellit überm Dach. Ein Informationsbuch zur aktuellen Mediendiskussion (= Rororo. Band 5528). Rowohlt, Reinbek bei Hamburg 1984, ISBN 3-499-15528-1.
- mit Arno Rolf: MIKROPOLIS. Mit Computernetzen in die „Informationsgesellschaft“. Pläne der Deutschen Bundespost. Wirtschaftliche Hintergründe. Soziale Beherrschbarkeit. Technische Details. VSA, Hamburg 1985, ISBN 3-87975-288-5.
- mit Peter Berger: Was bringt uns die Telekommunikation? ISDN – 66 kritische Antworten (= Reihe Campus. Band 1034). Campus, Frankfurt am Main u. a. 1990, ISBN 3-593-34370-3.
- als Herausgeber mit Dieter Klumpp, Alexander Roßnagel u. a.: Jahrbuch Telekommunikation und Gesellschaft. 1994 bis 2010.
- mit Stefan Klein: Wertkarten im Zahlungsverkehr. Trends und Perspektiven auf dem Weg zur elektronischen Geldbörse. Gabler, Wiesbaden 1995, ISBN 3-409-14073-5.
- mit Volker Redder, Ulrich Schmid und Heiderose Wagner: www.stadtinfo.de. Ein Leitfaden für die Entwicklung von Stadtinformationen im Internet. Hüthig, Heidelberg 1997, ISBN 3-7785-2544-1.
- mit Ulrich Schmid und Heiderose Wagner: Bürgerinformation durch „neue“ Medien? Analysen und Fallstudien zur Etablierung elektronischer Informationssysteme im Alltag. Westdeutscher Verlag, Opladen 1997, ISBN 3-531-12991-0.
- mit Andreas Breiter: Die Finanzierung neuer Medien in Schulen. Probleme und Lösungsmöglichkeiten in Deutschland und in den USA. Ein Gutachten. Verlag Bertelsmann Stiftung, Gütersloh 1998, ISBN 3-89204-395-7, (Digitalisat (PDF; 755 kB)).
- mit Andreas Breiter: InformationsTechnologie-Planer für Schulen. Leitfaden für allgemeinbildende Schulen zur Planung, Kostenabschätzung und Finanzierung der Medienintegration. Verlag Bertelsmann Stiftung, Gütersloh 1999, ISBN 3-89204-454-6.
- mit Andreas Breiter, Bernd Beckert und Martin Hagen: Staatliche Initiativen zur Förderung der Informationsgesellschaft. Multimedia-Pilotprojekte in Deutschland und den USA in ihrem politischen Kontext. Deutscher Universitäts-Verlag, Wiesbaden 2007, ISBN 978-3-8350-6079-1.
- mit Barbara Lippa und Hilmar Westholm: Medienmix in der Bürgerbeteiligung. Die Integration von Online-Elementen in Beteiligungsverfahren auf lokaler Ebene (= Modernisierung des öffentlichen Sektors. Sonderband. Band 33). Edition Sigma, Berlin 2009, ISBN 978-3-8360-7283-0.
- mit Bettina Lofthouse: Machbarkeit und Wirtschaftlichkeit von IT-Projekten. Die frühen Phasen des Projektmanagements. dpunkt-Verlag, Heidelberg 2010, ISBN 978-3-89864-661-1.
- mit Steffen Brückner: Businesspläne für IT-basierte Geschäftsideen. Betriebswirtschaftliche Grundlagen anhand von Fallstudien. dpunkt-Verlag, Heidelberg 2010, ISBN 978-3-89864-639-0.
- als Herausgeber: The Diversity of National E-IDs in Europe: Lessons from Comparative Research (= Identity in the Information Society. Special Issue, Bd. 1, Nr. 3, ISSN 1876-0678). Springer Netherlands, Dordrecht u. a. 2010, (online)
- mit Torsten Noack: Mehr Sicherheit im Internet durch elektronischen Identitätsnachweis? Der neue Personalausweis im europäischen Vergleich. Lit, Berlin u. a. 2010, ISBN 978-3-643-10916-3.
- mit Barbara Lippa und Alexander Koop: Erfolgreich beteiligt? Nutzen und Erfolgsfaktoren internetgestützter Bürgerbeteiligung. Eine empirische Analyse von 12 Fallbeispielen. Verlag Bertelsmann Stiftung, Gütersloh 2011, ISBN 978-3-86793-304-9.
- mit Ralf Cimander und Jochen Scholl: Organizational Interoperability in E-Government. Lessons from 77 European Good-Practice Cases. Springer, Berlin u. a. 2011, ISBN 978-3-642-22501-7.
- Beteiligung gut, Bürgervotum klar, Ende noch offen. Wissenschaftliche Evaluation des Modellversuchs Innovative Bürgerbeteiligung Ortsumgehung Waren. Bertelsmann Stiftung, Gütersloh 2014.
- mit Günther Diederich: Sicherheit im Online-Banking. PIN/TAN und HBCI im magischen Dreieck aus Sicherheit, Kosten und einfacher Bedienbarkeit. Springer Vieweg, Wiesbaden 2015, ISBN 978-3-658-09959-6.
- als Herausgeber mit Georg Aichholzer und Lourdes Torres: Evaluating e-Participation. Frameworks, Practice, Evidence (= Public Administration and Information Technology. Band 19). Springer, Cham u. a.  2016, ISBN 978-3-319-25401-2.
- mit Barbara Lippa: Nutzung und Nutzen des Internets im Alter. Empirische Befunde zur Alterslücke und Empfehlungen für eine responsive Digitalisierungspolitik. Vistas, Leipzig 2017, ISBN 978-3-89158-635-8.
- Herbert Kubicek: Internetnutzung älterer Menschen in Bremen und Bremerhaven. Ergebnisse und Schlussfolgerungen einer Bevölkerungsumfrage 2021. Bericht der wissenschaftlichen Begleitforschung. Hrsg. Institut für Informationsmanagement Bremen (ifib)(ifib.de)
- Herbert Kubicek: Digitale Teilhabe im Alter. Bedarfsermittlung und Koordination im Rahmen der Kommunalen Altenhilfe.  Kellner Verlag, Bremen 2022, ISBN 978-3-95651-358-9,
- Herbert Kubicek: Evaluation der Arbeit der 150 Erfahrungsorte des „DigitalPakt Alter“ im Zeitraum April 2021 bis August 2022. Im Auftrag der BAGSO – Bundesarbeitsgemeinschaft der Senioren-Organisationen e. V. (BAGSO) Geschäftsstelle DigitalPakt Alter 2021(ifib.de)
- Juliane Jarke, Herbert Kubicek: Altersgerechte Assistenzsysteme im sozialen Kontext. 10 Szenarien aus Hessen als Beispiele für die große Vielfalt.  Studie im Auftrag der Hessischen Staatskanzlei und des Hessischen Ministeriums für Digitale Strategie 2022 digitales.hessen.de